# NGC 788
NGC 788 je galaksija u zviježđu Kit.

## Vanjske poveznice
- SEDS: NGC 788